# Шайен Уелс
Шайен Уелс (на английски: Cheyenne Wells) е град в окръг Шайен, щата Колорадо, САЩ. Шайен Уелс е с население от 1010 жители (2000) и обща площ от 2,7 km². Намира се на 1308 m надморска височина. ЗИП кодът му е 80810, а телефонният му код е 719.